# Oleksandra Ček
Oleksandra Olehivna Ček (in ucraino Олександра Олегівна Чек?; Charkiv, 17 novembre 1993) è una cestista ucraina.

## Carriera
Con l'Ucraina ha disputato i Campionati europei del 2015.